# Major Dodson
Major Dodson (Dallas (Texas), 8 juli 2003) is een Amerikaanse acteur en voormalig jeugdacteur.

## Carrière
Dodson begon in 2010 op zesjarige leeftijd met professioneel acteren in de televisieserie Sons of the Brotherhood, waarna hij nog meerdere rollen speelde in televisieseries en films. Zo speelde hij terugkerende rollen in American Horror Story (2014) en The Walking Dead (2015-2016). Voor zijn rol in The Walking Dead werd hij in 2016 genomineerd voor een Young Artist Award in de categorie Beste Optreden door een Jeugdacteur van maximaal 13 jaar oud in een Televisieserie.

## Privé
Dodson is actief in liefdadigheid naar de dakloze mensen, met een instelling die door zijn familie is opgericht.

## Filmografie

### Films
Uitgezonderd korte films.
- 2022 The Bad Seed Returns - als jongen van de school
- 2022 Ghost Party - als Seymour
- 2021 Tyson's Run - als Tyson
- 2016 Proud Souls - als Johnny
- 2014 Left Behind - als Raymie Steele
- 2014 Desiree - als jonge Eric

### Televisieseries
Uitgezonderd eenmalige gastrollen.
- 2015-2016 The Walking Dead - als Sam Anderson - 10 afl.
- 2014 American Horror Story - als Corey Bachman - 4 afl.

### Computerspellen
- 2024 Final Fantasy VII Rebirth - als stem
- 2020 Final Fantasy VII Remake - als Cloud Strife